# Naville (entreprise)
Pour les articles homonymes, voir Naville.
Naville est une entreprise suisse qui distribue de la presse et des produits d’actualité.

## Histoire
(juin 2021).
- 1877 : création à Genève de l'Agence des Journaux Léonce Pictet.
- 1908 : établissement d'une succursale à Lausanne. La société compte 300 points de vente.
- 1928 : la société s'installe rue Lévrier à Genève d'où elle distribue les produits dans 500 points de vente.
- 1953 : implantation de l'informatique pour le traitement rapide de la distribution et des invendus.
- 1963 : installation du centre de distribution du livre et d'une partie de la presse à Lausanne.
- 1983 : création de la première chaîne des vidéoclubs Naville dans 35 de ses magasins dans toute la Suisse Romande.
- 1990 : association d'Edipresse et de Lagardère Services, leader mondial de la distribution de la presse, pour la création de Payot Naville Distribution, regroupant ainsi les sociétés Payot, Naville et OLF.
- 1992 : le siège de Naville quitte la rue Lévrier et rejoint le Centre d'exploitation de La Praille. Naville s'organise autour de 4 métiers, Naville Détail, Naville Presse, Naville Livre et Naville Service.
- 2000 : lancement de Relay, l’enseigne internationale de Lagardère Services dans les lieux de transport. À ce jour, 1 100 Relay sont ouverts dans 16 pays dont 43 se trouvent en Suisse.
- 2001 : lancement de Relay Services, les magasins de dépannage situés dans les gares et ouverts 7 jours sur 7.
- 2006 : partenariat avec le Groupe Holder pour le développement d’un réseau de boulangeries-pâtisseries PAUL, maison de qualité fondée en 1889, sur l’ensemble de la Suisse.
- 2007 : Naville approvisionne 1 250 points de vente dont 190 sous ses propres enseignes et a inauguré le 23 octobre la première boulangerie-pâtisserie PAUL à Fribourg.
- 2014 : lancement du 1er kiosque 2.0, partenariat d'implantation de points de vente dans la restauration rapide de l'enseigne Subway, dont le 1er ouvre à la gare de Genève Cornavin. Partenariat avec l'enseigne The Kase. Rachat de l'entreprise Naville S.A par le groupe Valora.
- 2016 : disparition des kiosques Naville.

## Actionnariat
Naville appartient au groupe Payot Naville Distribution, qui dépend à 65 % de Lagardère Services et à 35 % du Groupe Edipresse, jusqu'en 2014. L'entreprise Valora la rachète à cette date pour 90 millions de francs. En 2016, Valora revend la filiale Naville Distribution à Thomas Kirschner qui possède le groupe allemand 7Days. Les kiosques Naville sont ensuite intégrés aux autres marques du groupe Valora.